# Lingua achomi
La lingua achomi o khudmoniana è una lingua parlata, dal gruppo etnico omonimo, in alcune zone della Persia meridionale, in tutta la provincia Hormozgan, a sud di Kerman e nell'est di Bushehr, ed è anche comune tra gli immigrati iraniani nelle regioni del Golfo Persico. La lingua è inoltre, una degli antichi dialetti pahlavi delle lingue persiane nel ramo sud-occidentale. Conosciuta anche come "Larestani", la sua area geografica si estende oltre il Larestan. È una lingua persiana pahlavi e ha una sua grammatica.
Al momento è considerata una lingua indipendente dalla branca della lingua iraniana sudoccidentale a causa delle molte differenze rispetto alla lingua persiana standard. I dialetti della lingua sono appartenenti al medio persiano. È un linguaggio più puro del moderno persiano a causa del vocabolario che contiene molte parole del medio persiano ed è ancora strettamente legato all'antico persiano.